# Karlsruher Sport-Club Mühlburg-Phönix 2015-2016
Questa voce raccoglie le informazioni riguardanti lo  Karlsruher Sport-Club Mühlburg-Phönix  nelle competizioni ufficiali della stagione calcistica 2015-2016.

## Stagione
Nella stagione 2015-2016 il Karlsruhe, allenato da Markus Kauczinski, concluse il campionato di 2. Bundesliga al 7º posto. In coppa di Germania il Karlsruhe fu eliminato al primo turno dal Reutlingen.

## Rosa
| N. |                        | Ruolo | Calciatore                 |
| -- | ---------------------- | ----- | -------------------------- |
| 1  | Germania (bandiera)    | P     | Dirk Orlishausen           |
| 3  | Giamaica (bandiera)    | D     | Daniel Gordon              |
| 4  | Germania (bandiera)    | D     | Martin Stoll               |
| 5  | Germania (bandiera)    | D     | Dennis Kempe               |
| 6  | Germania (bandiera)    | D     | Jan Mauersberger           |
| 7  | Germania (bandiera)    | D     | Sascha Traut               |
| 8  | Austria (bandiera)     | A     | Erwin Hoffer               |
| 9  | Grecia (bandiera)      | A     | Dīmītrīs Diamantakos       |
| 10 | Giappone (bandiera)    | C     | Hiroki Yamada (calciatore) |
| 11 | Azerbaigian (bandiera) | A     | Dimitrij Nazarov           |
| 13 | Germania (bandiera)    | C     | Dominic Peitz              |
| 14 | Germania (bandiera)    | D     | Manuel Gulde               |
| 15 | Germania (bandiera)    | C     | Boubacar Barry             |

| N. |                     | Ruolo | Calciatore       |
| -- | ------------------- | ----- | ---------------- |
| 16 | Germania (bandiera) | C     | Marvin Mehlem    |
| 17 | Tunisia (bandiera)  | C     | Mohamed Gouaida  |
| 18 | Spagna (bandiera)   | C     | Manuel Torres    |
| 19 | Germania (bandiera) | C     | Grischa Prömel   |
| 20 | Austria (bandiera)  | D     | Ylli Sallahi     |
| 21 | Francia (bandiera)  | C     | Gaëtan Krebs     |
| 22 | Germania (bandiera) | A     | Enrico Valentini |
| 23 | Germania (bandiera) | C     | Jonas Meffert    |
| 24 | Germania (bandiera) | P     | René Vollath     |
| 25 | Germania (bandiera) | P     | Florian Stritzel |
| 26 | Germania (bandiera) | D     | Bjarne Thoelke   |
| 29 | Russia (bandiera)   | D     | Vadim Manzon     |
| 35 | Germania (bandiera) | D     | Matthias Bader   |

## Organigramma societario
Area tecnica
- Allenatore: Markus Kauczinski
- Allenatore in seconda: Argirios Giannikīs, Patrick Westermann
- Preparatore dei portieri: Kai Rabe
- Preparatori atletici:

## Risultati

### 2. Bundesliga

#### Girone di andata
| Arbitro: | Welz |

|                 |           |  |
| Stiepermann 89’ | Marcatori |  |

| Arbitro: | Brand |

|            |           |                             |
| Gordon 29’ | Marcatori | 10’ Sobiech 40’ Halstenberg |

| Arbitro: | Schriever |

|           |           |                              |
| Halimi 1’ | Marcatori | 15’ Hoffer 48’ (aut.) Oumari |

| Arbitro: | Heft |

|                      |           |  |
| Hoffer 45’ Gulde 55’ | Marcatori |  |

| Arbitro: | Stieler |

|                                                                  |           |  |
| Berggreen 9’, 64’ Reichel 43’, 71’ Peitz 53’ (aut.) Pfitzner 58’ | Marcatori |  |

| Arbitro: | Thomsen |

|  |           |                                  |
|  | Marcatori | 12’ Kreilach 49’ Wood 77’ Quaner |

| Arbitro: | Kampka |

|                        |           |  |
| Hoheneder 51’ Wahl 83’ | Marcatori |  |

| Arbitro: | Brych |

|            |           |              |
| Hoffer 80’ | Marcatori | 70’ Demirbay |

| Arbitro: | Sippel |

|          |           |               |
| Feick 9’ | Marcatori | 90’ Valentini |

| Arbitro: | Stark |

|            |           |              |
| Manzon 90’ | Marcatori | 89’ Petersen |

| Arbitro: | Siebert |

|  |           |            |
|  | Marcatori | 33’ Hoffer |

| Arbitro: | Kircher |

|                               |           |  |
| Nazarov 45’ (rig.) Prömel 48’ | Marcatori |  |

| Norimberga 2 novembre 2015, ore 20:15 CET 13ª giornata | Norimberga | 0 – 0 referto | Karlsruhe | Grundig Stadion (25 439 spett.)\| Arbitro: \| Aarnink \| |
| Arbitro:                                               | Aarnink    |               |           |                                                          |

| Arbitro: | Sippel |

|                                      |           |  |
| Diamantakos 33’ Yamada 46’ Barry 77’ | Marcatori |  |

| Arbitro: | Dankert |

|                                                 |           |            |
| Linsmayer 14’ Bouhaddouz 25’ (rig.) Zillner 66’ | Marcatori | 69’ Torres |

| Arbitro: | Hartmann |

|  |           |              |
|  | Marcatori | 69’ Sabitzer |

| Arbitro: | Aarnink |

|                   |           |                 |
| Nöthe 77’ Ulm 84’ | Marcatori | 19’ Diamantakos |

#### Girone di ritorno
| Arbitro: | Stegemann |

|                 |           |  |
| Diamantakos 51’ | Marcatori |  |

| Arbitro: | Weiner |

|            |           |                            |
| Nehrig 24’ | Marcatori | 37’ Torres 71’ Diamantakos |

| Arbitro: | Rohde |

|             |           |              |
| Sallahi 72’ | Marcatori | 65’ Gugganig |

| Arbitro: | Storks |

|  |           |           |
|  | Marcatori | 1’ Torres |

| Arbitro: | Kampka |

|                                   |           |                        |
| Torres 29’ (rig.) Diamantakos 65’ | Marcatori | 22’ Boland 47’ Decarli |

| Arbitro: | Osmers |

|                    |           |            |
| Kroos 45’ Wood 60’ | Marcatori | 31’ Yamada |

| Karlsruhe 1º marzo 2016, ore 17:30 CET 24ª giornata | Karlsruhe | 0 – 0 referto | Paderborn | Wildparkstadion (11 831 spett.)\| Arbitro: \| Ittrich \| |
| Arbitro:                                            | Ittrich   |               |           |                                                          |

| Arbitro: | Sippel |

|  |           |            |
|  | Marcatori | 75’ Yamada |

| Karlsruhe 13 marzo 2016, ore 13:30 CET 26ª giornata | Karlsruhe | 0 – 0 referto | Heidenheim | Wildparkstadion (12 477 spett.)\| Arbitro: \| Siebert \| |
| Arbitro:                                            | Siebert   |               |            |                                                          |

| Arbitro: | Brych |

|            |           |  |
| Frantz 58’ | Marcatori |  |

| Arbitro: | Weiner |

|                                                |           |             |
| Diamantakos 34’ Gulde 38’ Valentini 40’ (rig.) | Marcatori | 14’ Mölders |

| Kaiserslautern 10 aprile 2016, ore 13:30 CEST 29ª giornata | Kaiserslautern | 0 – 0 referto | Karlsruhe | Fritz-Walter-Stadion (30 839 spett.)\| Arbitro: \| Stieler \| |
| Arbitro:                                                   | Stieler        |               |           |                                                               |

| Arbitro: | Stegemann |

|                        |           |         |
| Meffert 43’ Torres 86’ | Marcatori | 3’ Kerk |

| Arbitro: | Jablonski |

|             |           |                    |
| Terodde 58’ | Marcatori | 87’ (rig.) Nazarov |

| Arbitro: | Dietz |

|                                 |           |  |
| Diamantakos 68’, 88’ Prömel 84’ | Marcatori |  |

| Arbitro: | Sippel |

|                                 |           |  |
| Forsberg 52’ Vollath 86’ (aut.) | Marcatori |  |

| Arbitro: | Heft |

|             |           |           |
| Sallahi 60’ | Marcatori | 80’ Nöthe |

### Coppa di Germania
| Arbitro: | Kempter |

|                                              |           |           |
| Ricciardi 13’ (rig.), 33’ (rig.), 90’ (rig.) | Marcatori | 63’ Kempe |

## Statistiche

### Statistiche di squadra
| Competizione      | Punti | In casa | In casa | In casa | In casa | In casa | In casa | In trasferta | In trasferta | In trasferta | In trasferta | In trasferta | In trasferta | Totale | Totale | Totale | Totale | Totale | Totale | DR |
| Competizione      | Punti | G       | V       | N       | P       | Gf      | Gs      | G            | V            | N            | P            | Gf           | Gs           | G      | V      | N      | P      | Gf     | Gs     | DR |
| ----------------- | ----- | ------- | ------- | ------- | ------- | ------- | ------- | ------------ | ------------ | ------------ | ------------ | ------------ | ------------ | ------ | ------ | ------ | ------ | ------ | ------ | -- |
| 2. Bundesliga     | 47    | 17      | 7       | 7       | 3       | 23      | 14      | 17           | 5            | 4            | 8            | 12           | 23           | 34     | 12     | 11     | 11     | 35     | 37     | -2 |
| Coppa di Germania | -     | 0       | 0       | 0       | 0       | 0       | 0       | 1            | 0            | 0            | 1            | 1            | 3            | 1      | 0      | 0      | 1      | 1      | 3      | -2 |
| Totale            | -     | 17      | 7       | 7       | 3       | 23      | 14      | 18           | 5            | 4            | 9            | 13           | 26           | 35     | 12     | 11     | 12     | 36     | 40     | -4 |

### Andamento in campionato
| Giornata  | 1  | 2  | 3  | 4 | 5  | 6  | 7  | 8  | 9  | 10 | 11 | 12 | 13 | 14 | 15 | 16 | 17 | 18 | 19 | 20 | 21 | 22 | 23 | 24 | 25 | 26 | 27 | 28 | 29 | 30 | 31 | 32 | 33 | 34 |
| --------- | -- | -- | -- | - | -- | -- | -- | -- | -- | -- | -- | -- | -- | -- | -- | -- | -- | -- | -- | -- | -- | -- | -- | -- | -- | -- | -- | -- | -- | -- | -- | -- | -- | -- |
| Luogo     | T  | C  | T  | C | T  | C  | T  | C  | T  | C  | T  | C  | T  | C  | T  | C  | T  | C  | T  | C  | T  | C  | T  | C  | T  | C  | T  | C  | T  | C  | T  | C  | T  | C  |
| Risultato | P  | P  | V  | V | P  | P  | P  | N  | N  | N  | V  | V  | N  | V  | P  | P  | P  | V  | V  | N  | V  | N  | P  | N  | V  | N  | P  | V  | N  | V  | N  | V  | P  | N  |
| Posizione | 12 | 16 | 11 | 8 | 12 | 14 | 15 | 14 | 14 | 14 | 12 | 12 | 11 | 9  | 11 | 11 | 14 | 11 | 9  | 11 | 9  | 9  | 11 | 10 | 8  | 9  | 10 | 8  | 10 | 8  | 7  | 7  | 8  | 7  |

Legenda:

Luogo: C = Casa; T = Trasferta. Risultato: V = Vittoria; N = Pareggio; P = Sconfitta.

### Statistiche dei giocatori
| Giocatore       | 2. Bundesliga | 2. Bundesliga | 2. Bundesliga | 2. Bundesliga | Coppa di Germania | Coppa di Germania | Coppa di Germania | Coppa di Germania | Totale   | Totale | Totale      | Totale     |
| Giocatore       | Presenze      | Reti          | Ammonizioni   | Espulsioni    | Presenze          | Reti              | Ammonizioni       | Espulsioni        | Presenze | Reti   | Ammonizioni | Espulsioni |
| --------------- | ------------- | ------------- | ------------- | ------------- | ----------------- | ----------------- | ----------------- | ----------------- | -------- | ------ | ----------- | ---------- |
| D. Orlishausen  | 16            | 0             | 1             | 0             | -                 | -                 | -                 | -                 | 16       | 0      | 1           | 0          |
| F. Stritzel     | -             | -             | -             | -             | -                 | -                 | -                 | -                 | -        | -      | -           | -          |
| R. Vollath      | 18            | 0             | 0             | 0             | 1                 | 0                 | 0                 | 0                 | 19       | 0      | 0           | 0          |
| M. Bader        | -             | -             | -             | -             | -                 | -                 | -                 | -                 | -        | -      | -           | -          |
| P. Fassnacht    | -             | -             | -             | -             | -                 | -                 | -                 | -                 | -        | -      | -           | -          |
| D. Gordon       | 9             | 1             | 1             | 0             | 1                 | 0                 | 0                 | 1                 | 10       | 1      | 1           | 1          |
| M. Gulde        | 27            | 2             | 5             | 0             | 1                 | 0                 | 0                 | 1                 | 28       | 2      | 5           | 1          |
| N. Hoffmann     | -             | -             | -             | -             | -                 | -                 | -                 | -                 | -        | -      | -           | -          |
| D. Kempe        | 16            | 0             | 6             | 0             | 1                 | 1                 | 1                 | 0                 | 17       | 1      | 7           | 0          |
| Y. Sallahi      | 20            | 2             | 2             | 1             | -                 | -                 | -                 | -                 | 20       | 2      | 2           | 1          |
| M. Stoll        | 13            | 0             | 2             | 0             | -                 | -                 | -                 | -                 | 13       | 0      | 2           | 0          |
| B. Thoelke      | 12            | 0             | 2             | 0             | 1                 | 0                 | 1                 | 0                 | 13       | 0      | 3           | 0          |
| S. Traut        | 11            | 0             | 0             | 0             | -                 | -                 | -                 | -                 | 11       | 0      | 0           | 0          |
| B. Barry        | 23            | 1             | 2             | 0             | -                 | -                 | -                 | -                 | 23       | 1      | 2           | 0          |
| T. Fahrenholz   | 2             | 0             | 0             | 0             | -                 | -                 | -                 | -                 | 2        | 0      | 0           | 0          |
| M. Gouaida      | 17            | 0             | 0             | 0             | -                 | -                 | -                 | -                 | 17       | 0      | 0           | 0          |
| G. Krebs        | 26            | 0             | 5             | 0             | 1                 | 0                 | 0                 | 0                 | 27       | 0      | 5           | 0          |
| M. Torres       | 30            | 5             | 2             | 0             | 1                 | 0                 | 0                 | 0                 | 31       | 5      | 2           | 0          |
| J. Meffert      | 24            | 1             | 2             | 0             | 1                 | 0                 | 1                 | 0                 | 25       | 1      | 3           | 0          |
| M. Mehlem       | 3             | 0             | 0             | 0             | -                 | -                 | -                 | -                 | 3        | 0      | 0           | 0          |
| D. Peitz        | 23            | 0             | 11            | 1             | 1                 | 0                 | 1                 | 0                 | 24       | 0      | 12          | 1          |
| G. Prömel       | 21            | 2             | 5             | 0             | -                 | -                 | -                 | -                 | 21       | 2      | 5           | 0          |
| E. Valentini    | 26            | 2             | 4             | 1             | -                 | -                 | -                 | -                 | 26       | 2      | 4           | 1          |
| H. Yamada       | 31            | 3             | 3             | 0             | 1                 | 0                 | 0                 | 0                 | 32       | 3      | 3           | 0          |
| D. Diamantakos  | 24            | 8             | 3             | 0             | -                 | -                 | -                 | -                 | 24       | 8      | 3           | 0          |
| E. Hoffer       | 27            | 4             | 2             | 0             | 1                 | 0                 | 0                 | 0                 | 28       | 4      | 2           | 0          |
| V. Manzon       | 10            | 1             | 0             | 0             | -                 | -                 | -                 | -                 | 10       | 1      | 0           | 0          |
| D. Nazarov      | 26            | 2             | 4             | 1             | 1                 | 0                 | 0                 | 0                 | 27       | 2      | 4           | 1          |
| J. Dehm         | 1             | 0             | 1             | 0             | 1                 | 0                 | 0                 | 1                 | 2        | 0      | 1           | 1          |
| R. Hennings     | 2             | 0             | 0             | 0             | 1                 | 0                 | 0                 | 0                 | 3        | 0      | 0           | 0          |
| P. Köpke        | 4             | 0             | 0             | 0             | -                 | -                 | -                 | -                 | 4        | 0      | 0           | 0          |
| J. Mauersberger | 12            | 0             | 2             | 0             | -                 | -                 | -                 | -                 | 12       | 0      | 2           | 0          |
| P. Max          | 1             | 0             | 0             | 0             | -                 | -                 | -                 | -                 | 1        | 0      | 0           | 0          |